# Ko e Iki he Lagi
"Ko e Iki he Lagi" (en català: "El Senyor al Cel", també titulat en anglès " Lord in heaven, Thou are merciful ") és l'himne nacional de Niue. Va ser adoptat el 1974, quan Niue es va convertir en un estat autònom dins del regne de Nova Zelanda.

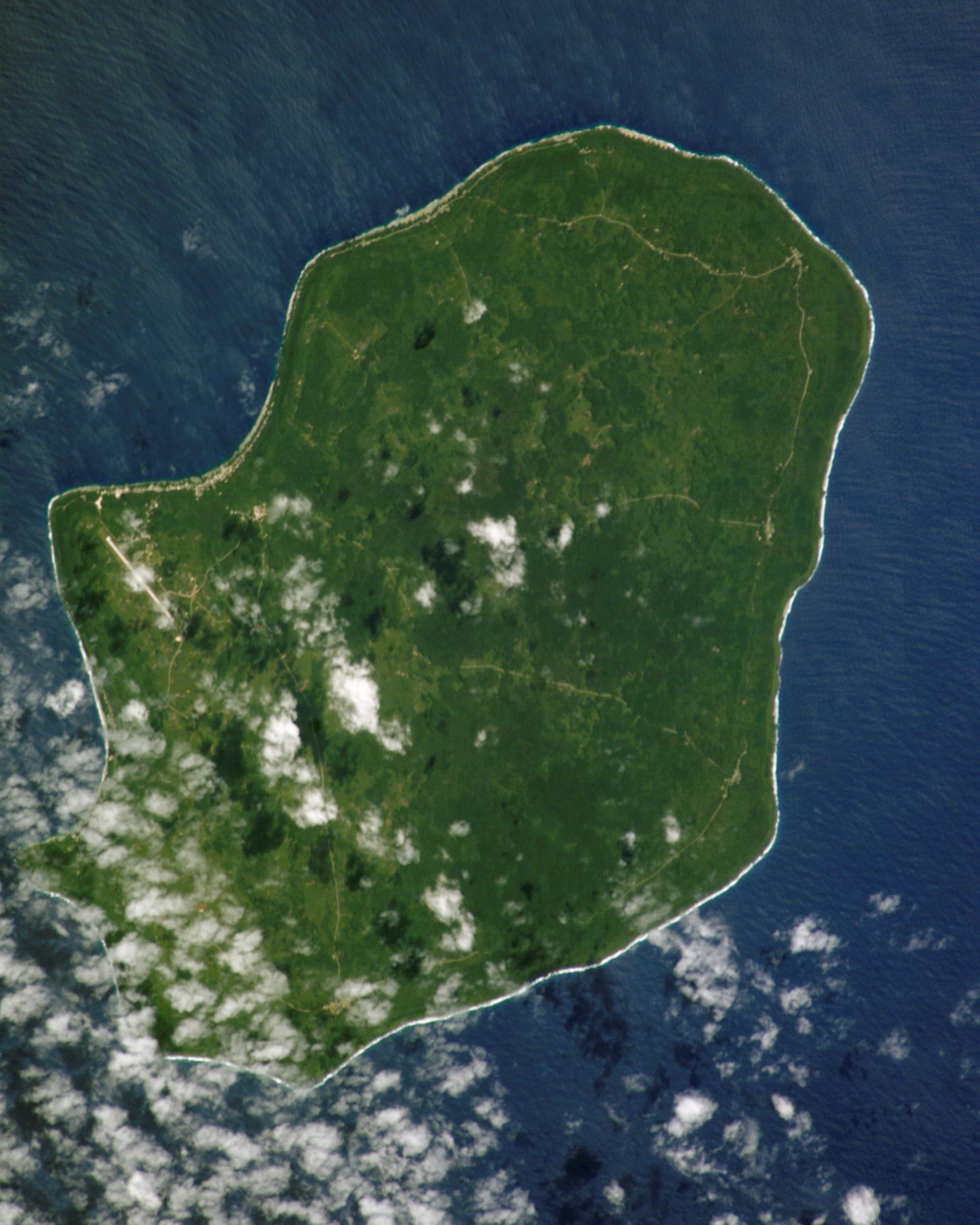
Imatge de la NASA de l'illa de Niue a l'oceà Pacífic

## Història
Durant el temps en què Niue era un territori de Nova Zelanda, l'himne nacional de Niue era el "God Defend New Zealand" de Nova Zelanda. "God Save the King" va ser (i encara és) l'himne reial de la monarquia de Nova Zelanda. "Ko e Iki he Lagi" es va crear abans de la dècada de 1970. No se sap qui va compondre la lletra o la música, però se sap que va ser preparada (és a dir, posada en paper) per Sioeli Fusikata. Ja s'havia convertit en una cançó popular a Niue, però poques vegades havia sorgit l'oportunitat perquè la gent la cantés en esdeveniments públics. En els Jocs del Pacífic Sud de 1963, Niue va utilitzar la bandera de Nova Zelanda, d'acord amb la resta de colònies de l'Imperi Britànic que no utilitzaven la Union Jack als jocs. Niue també va utilitzar el "Ko e Iki he Lagi" com el seu himne en lloc de "God Defend New Zealand", perquè els organitzadors havien demanat que s'utilitzessin "melodies identificatives" per representar les nacions als jocs en comptes d'himnes nacionals reconeguts. No obstant això, Niue no va guanyar cap dels esdeveniments, així que "Ko e Iki he Lagi" no va sonar públicament als jocs.
El 1974, el mateix any que la nova constitució de Niue va concedir a Niue l'estatus de lliure associació amb Nova Zelanda després de l'aprovació de la Llei constitucional de Niue de 1974 al Parlament de Nova Zelanda, Niue va adoptar "Ko e Iki he Lagi" com el seu himne nacional, substituint "God Defend New Zealand". "God Save the King" es va mantenir com a himne reial que s'utilitzaria quan el monarca està present a Niue.

## Lletra
| Original de Niue | Transcripció IPA | Traducció a l'anglès | Traducció al català |
| --- | --- | --- | --- |
| Ko e Iki he Lagi Kua fakaalofa mai Ki Niue nei, ki Niue nei Kua pule totonu E Patuiki toatu Kua pule okooko ki Niue nei Ki Niue nei, ki Niue nei Kua pule okooko ki Niue nei Kua pule ki Niue nei | [ko e i.ki he la.ŋi] [ku.a fa.ka.a.lo.fa mai̯] [ki ni̯u.e nei̯ ki ni̯u.e nei̯] [ku.a pu.le to.to.nu] [e pa.tu.i.ki to.a.tu] [ku.a pu.le o.ko.o.ko ki ni̯u.e nei̯] [ki ni̯u.e nei̯ ki ni̯u.e nei̯] [ku.a pu.le o.ko.o.ko ki ni̯u.e nei̯] [ku.a pu.le ki ni̯u.e nei̯] | The Lord in Heaven Who loves Niue, Niue Who rules kindly The Almighty Who rules completely over Niue Over Niue, Over Niue Who rules completely over Niue Who rules over Niue | El Senyor al Cel Ques estima Niue, Niue Que governa amablement El Totpoderós Que governa completament sobre Niue Sobre Niue Que governa completament sobre Niue Que governa sobre Niue |